# McLaren 650S
De McLaren 650S is een Britse sportauto van McLaren. Het model is de opvolger van de MP4-12C en werd opgevolgd door de 720S. De 650S werd geïntroduceerd op het Autosalon van Genève in 2014. De naam verwijst naar de 650 pk die de motor van de wagen levert.
De motor is een 3.8 L twin-turbo M838T V8 benzinemotor. De wagen werd verkocht als coupé en in een spiderversie.